# Pulsar delle Vele
La Pulsar delle Vele (PSR B0833-45 o PSR J0835-4510) è una pulsar sorgente di onde radio, luce visibile e raggi X associata con la Nebulosa delle Vele, nella costellazione delle Vele. L'associazione tra i due oggetti è stata provata nel 1968 dagli astronomi dell'Università di Sydney, quando fu osservato che le supernovae formano stelle di neutroni.
La pulsar ha un periodo di 89 millisecondi (il più breve all'epoca della sua scoperta) e i resti della supernova che l'ha generata si è stimato che si muova alla velocità di 1.200 km/s per cui l'esplosione della supernova di tipo II che l'ha generata risale a circa 11.000 - 12.300 anni fa. È la terza componente ottica più luminosa tra tutte le pulsar conosciute, essendo di magnitudine apparente 23,6, che pulsano due volte per ogni singola pulsazione radio.